# Sint-Nicolaaskerk (Rønne)
De Sint-Nicolaaskerk (Deens: Sankt Nicolai Kirke) met haar karakteristieke vakwerktoren is de parochiekerk van Rønne op het Deense eiland Bornholm. De kerk werd in 1918 vergroot en volledig gerenoveerd en bevindt zich bij de haven op de plaats van een vroegere kerk of kapel uit de 13e eeuw.

## Geschiedenis
De huidige kerk werd gebouwd op de plek waar ooit een aanmerkelijk kleinere kerk of kapel uit circa 1275 stond. Deze kerk stond bekend als de Sint-Knudkerk (Knuds kirke), waarvan de fundamenten nog altijd zijn te zien op de noordoostelijke hoek van de kerk. Rond 1350 nam het belang van Rønne toe en werd de kerk naar het westen toe vergroot, waardoor de kerk in lengte verdubbelde. Uit deze periode bleven het doopvont, een gotisch vrouwenportaal en het wijdingskruis bewaard. Onder het wijdingskruis werden 63 zilvermunten uit de inwijdingstijd ingemetseld. In de late middeleeuwen werd de kerk met een nieuw vijfhoekig koor vergroot. De westelijke toren werd in 1550 toegevoegd en in 1699 herbouwd. Het noordelijk transept werd in 1797 aangebouwd.
In de jaren 1915-1918 werd de kerk opnieuw vergroot, zonder de stijl van de kerk geweld aan te doen. Het gebouw werd met twee meter verbreed en een zuidelijk dwarsschip werd voltooid. Op 26 mei 1918 werd de nieuwe kerk ingewijd. Tijdens een restauratie in de jaren 1982-1983 werd er in de gehele kerk een granieten vloer gelegd.

## Interieur

### Altaar
In 1797 werd het oude altaarbeeld van Sint-Nicolaas vervangen door een schilderij van de hemelvaart van Christus. Het schilderij hangt tegenwoordig in het parochiehuis. In 1885 werd een reproductie van het schilderij "Jezus de Trooster" van Carl Bloch aangekocht als altaarstuk, dat nu bij de preekstoel hangt. In 1991 kreeg de kerk als nieuw altaarstuk een kunstwerk van de kunstenaar Sven Havsteen-Mikkelsen (1912-1999) die in de jaren 1930 op het eiland werkte en geïnspireerd werd door de kunstenaar Oluf Høst (1884-1966). Het motief is "Jezus Die de storm kalmeert" (Matteüs 8:23-27).

### Votiefschepen
In het kerkschip hangt een model van het fregat Dannebrog van 1873. Een kleiner scheepsmodel van de Thetis werd in 1969 aan de kerk geschonken. Het wordt tijdens de jaarlijkse herdenking van de om het leven gekomen vissers en zeelieden in een processie meegedragen.

### Kroonluchter
De kroonluchter in de kerk werd in 1620 in Lübeck vervaardigd.

### Orgel
De kerk kreeg voor het eerst een orgel in 1638 als geschenk van de gebroeders Jeppe en Lars Hansen. Dit orgel was tot 1806 in gebruik. Het volgende orgel werd in 1829 aan de kerk in Allinge-Sandvig verkocht. In 1829 bouwde de Deense orgelbouwer Hans Friderich Oppenhagen (1763–1833) een nieuw orgel. Dit orgel werd in 1899 vervangen door een orgel met 18 registers van A.H. Busch & Sønner uit Kopenhagen. Het werd in 1931 door Theodor Frobenius & Co vergroot. In 1961 verving dezelfde orgelbouwer het orgel door een nieuw instrument. Sinds 1990 heeft het orgel 51 registers en 4 manualen.

### Glasmozaïek
De glasmozaïeken in de koorvensters en het venster bij de kansel uit het jaar 1954 zijn van de hand van prof. Kresten Iversen (1886–1955). Ze beelden de gelijkenis van de zaaier uit. Omstreeks 1550 werd de kerk met een rij fresco's van de 12 apostelen voorzien. Hiervan bleef slechts het fresco (boven het doopvont) van Judas Taddeüs bewaard.

### Klokken
De kerk bezit drie klokken. De kleinste stamt uit het jaar 1300. Deze klok werd in Duitsland gegoten en draagt het inschrift (vertaald): "O Koning der Ere, Christus, kom in vrede". De middelste klok, de "Mariaklok", werd waarschijnlijk voor de Mariakerk in Greifswald gegoten. Het inschrift luidt: "wees gegroet Maria, vol van genade, de Heer is met u. Sint Nicolaas 1433". Kooplieden uit Greifswald lieten in 1434 de Mariakapel bouwen. Deze kapel werd in de 16e eeuw in een gymnasium veranderd en de klok werd vervolgens aan de Nicolaaskerk van Rønne geschonken. De grootste klok dateert uit 1483 (of 1583) en werd in 1903 omgegoten.

## Afbeeldingen

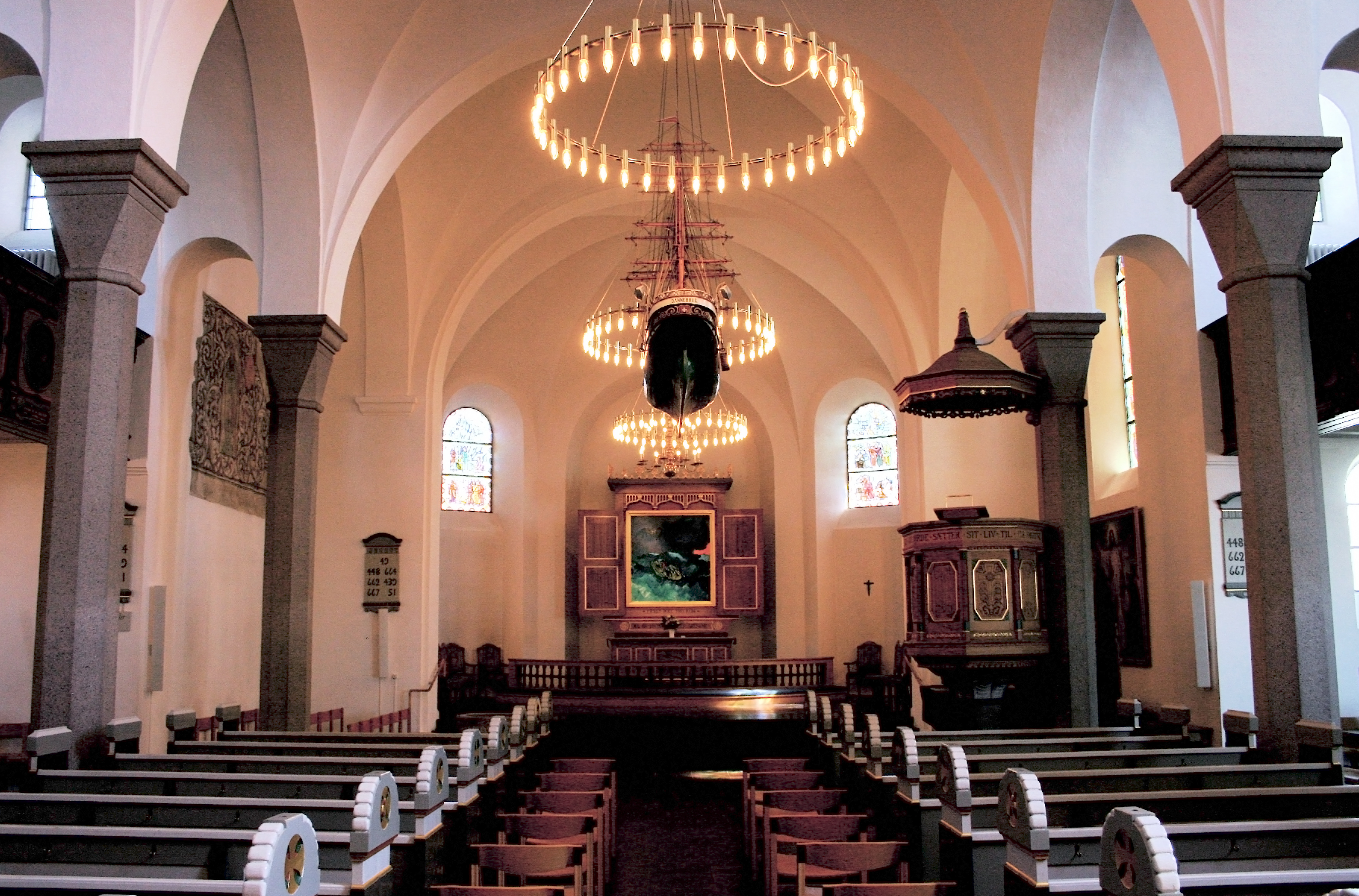
Kerkschip
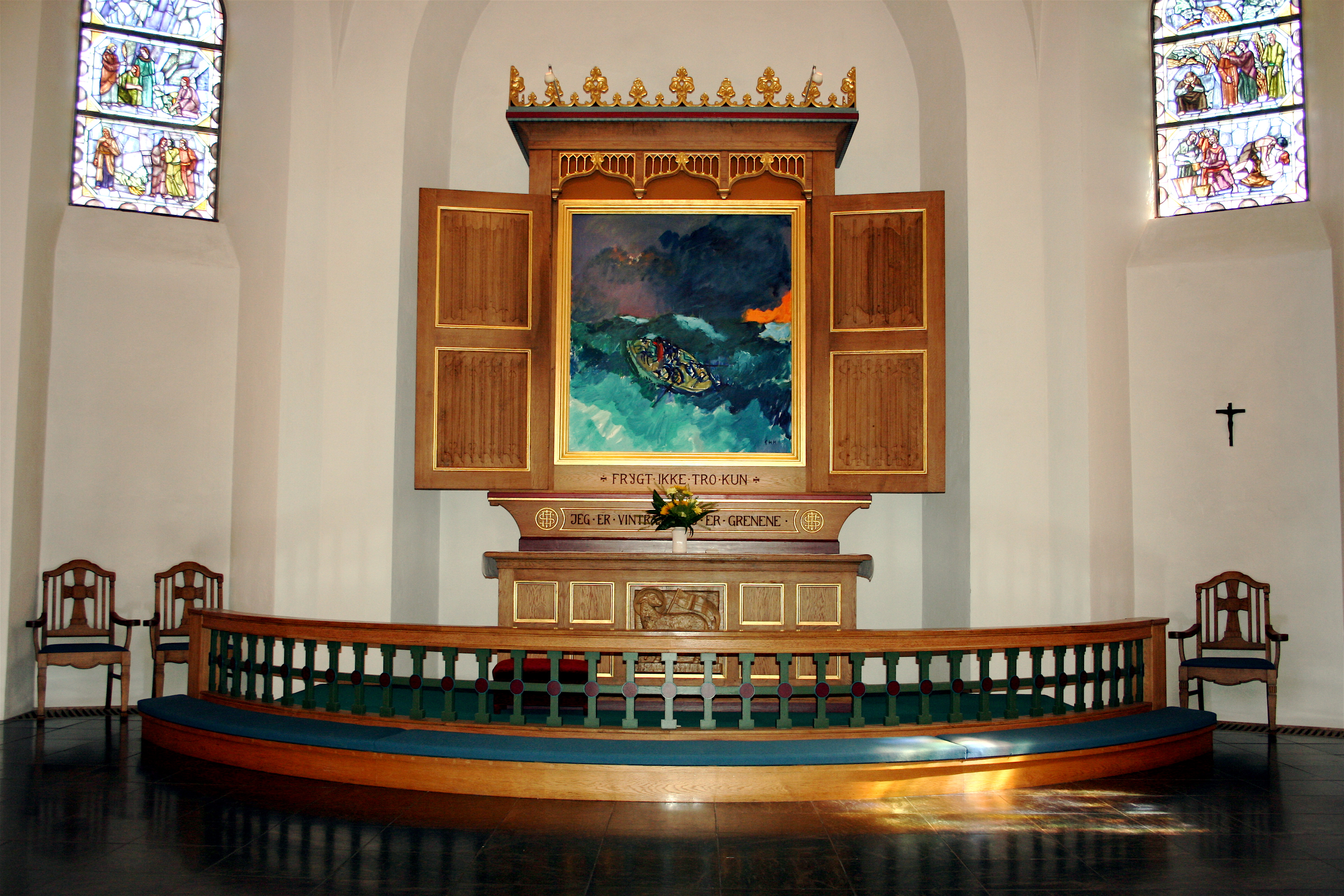
Altaar
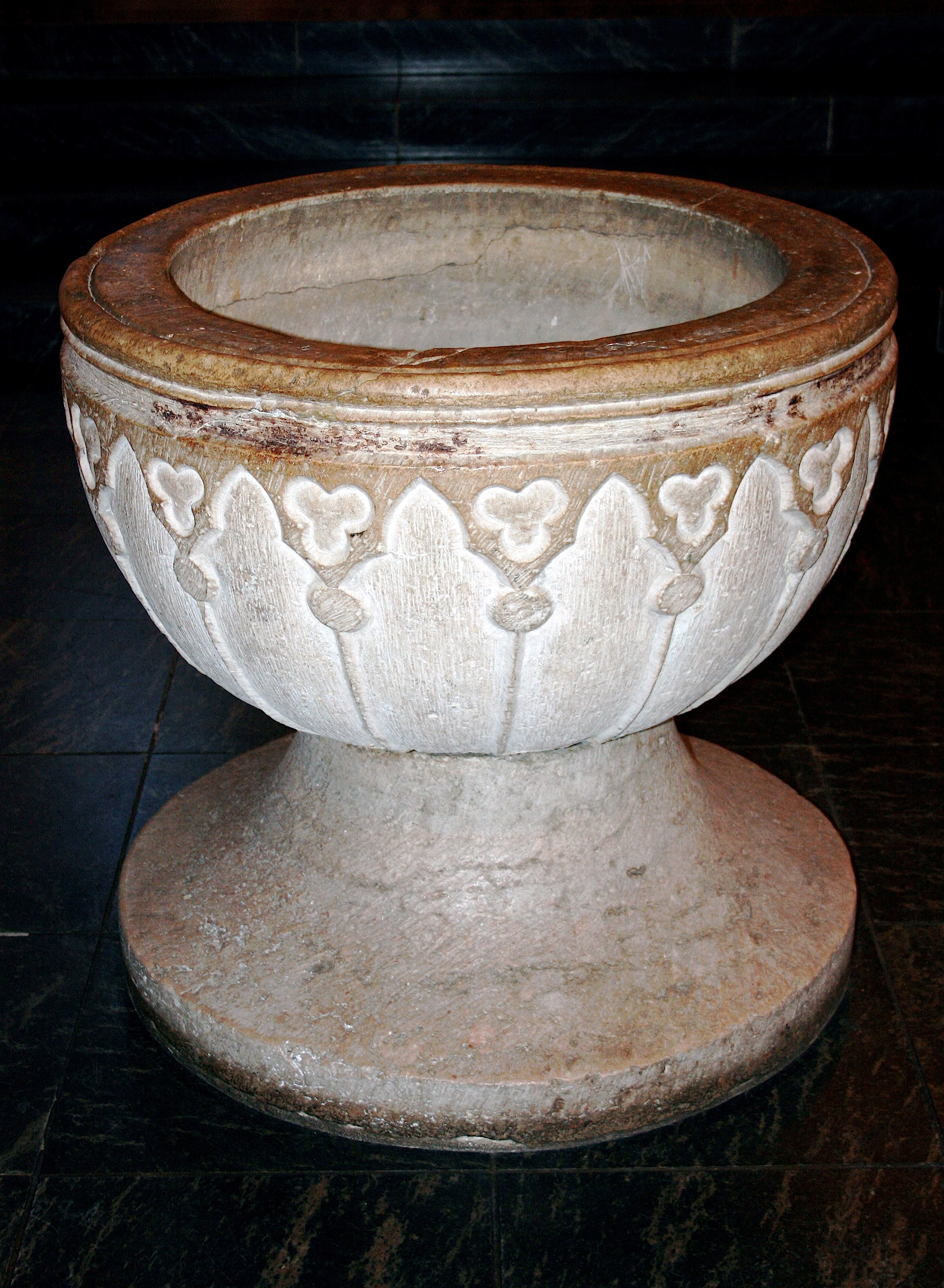
Doopvont
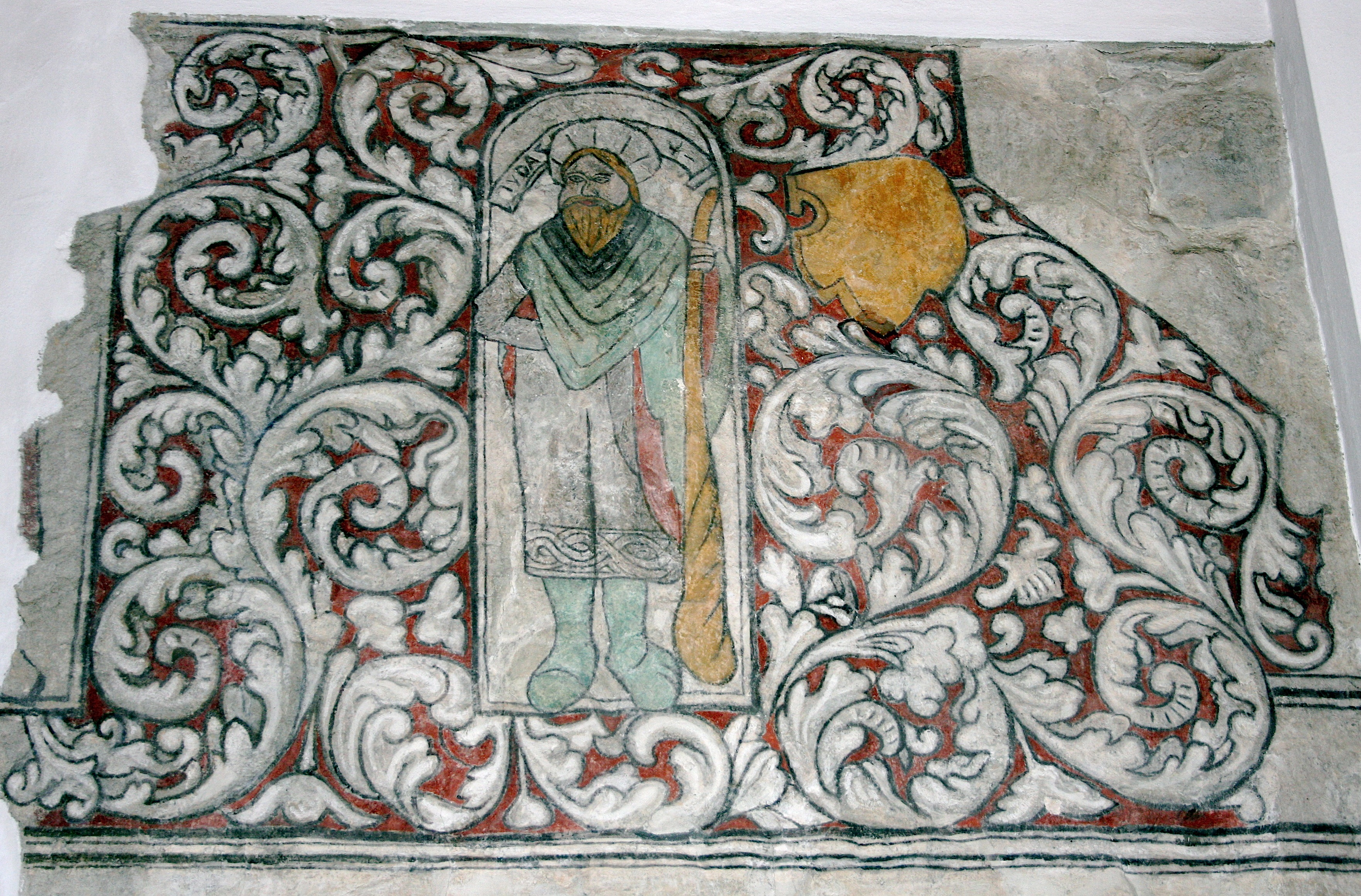
Muurschildering
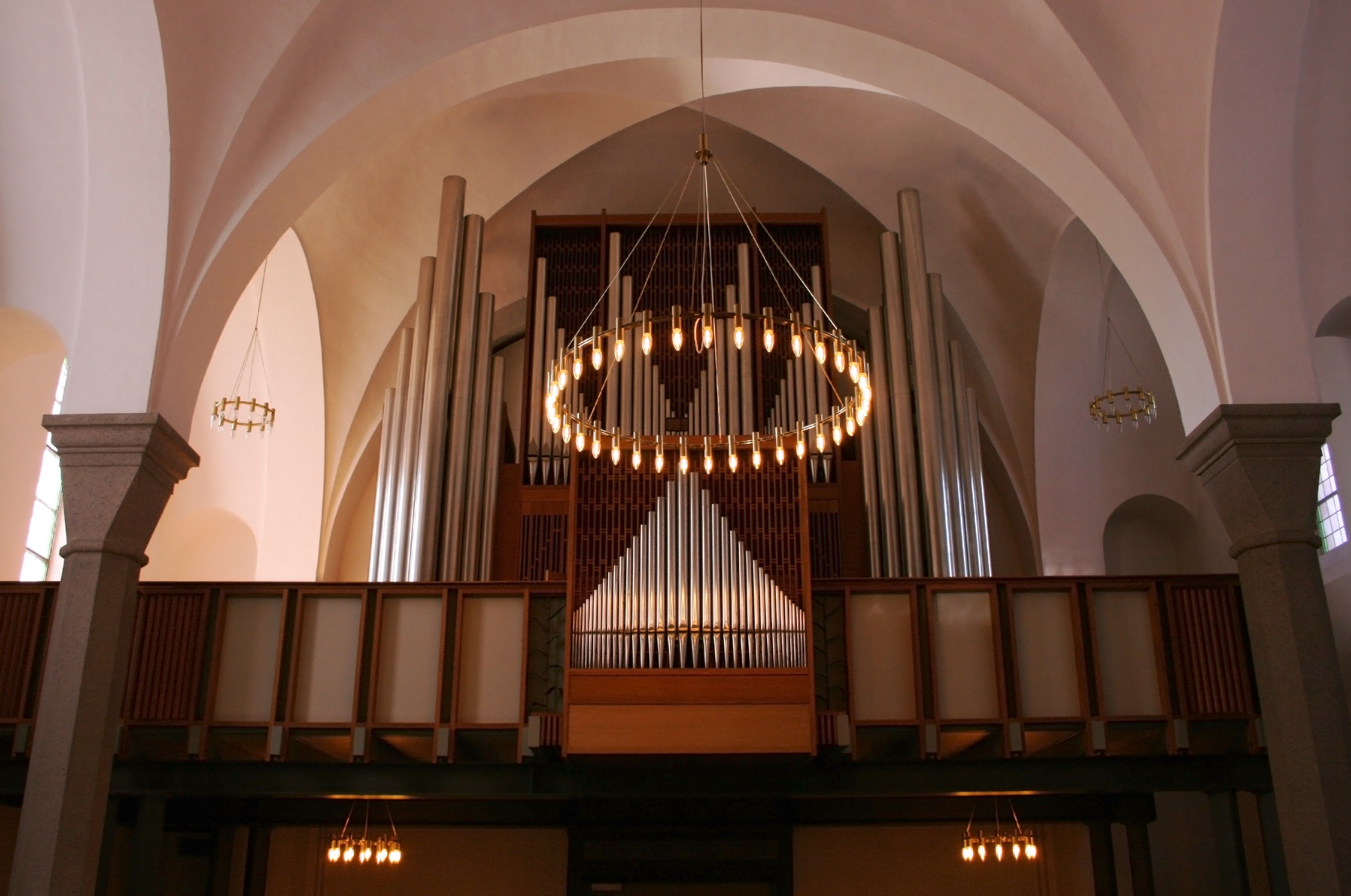
Orgel
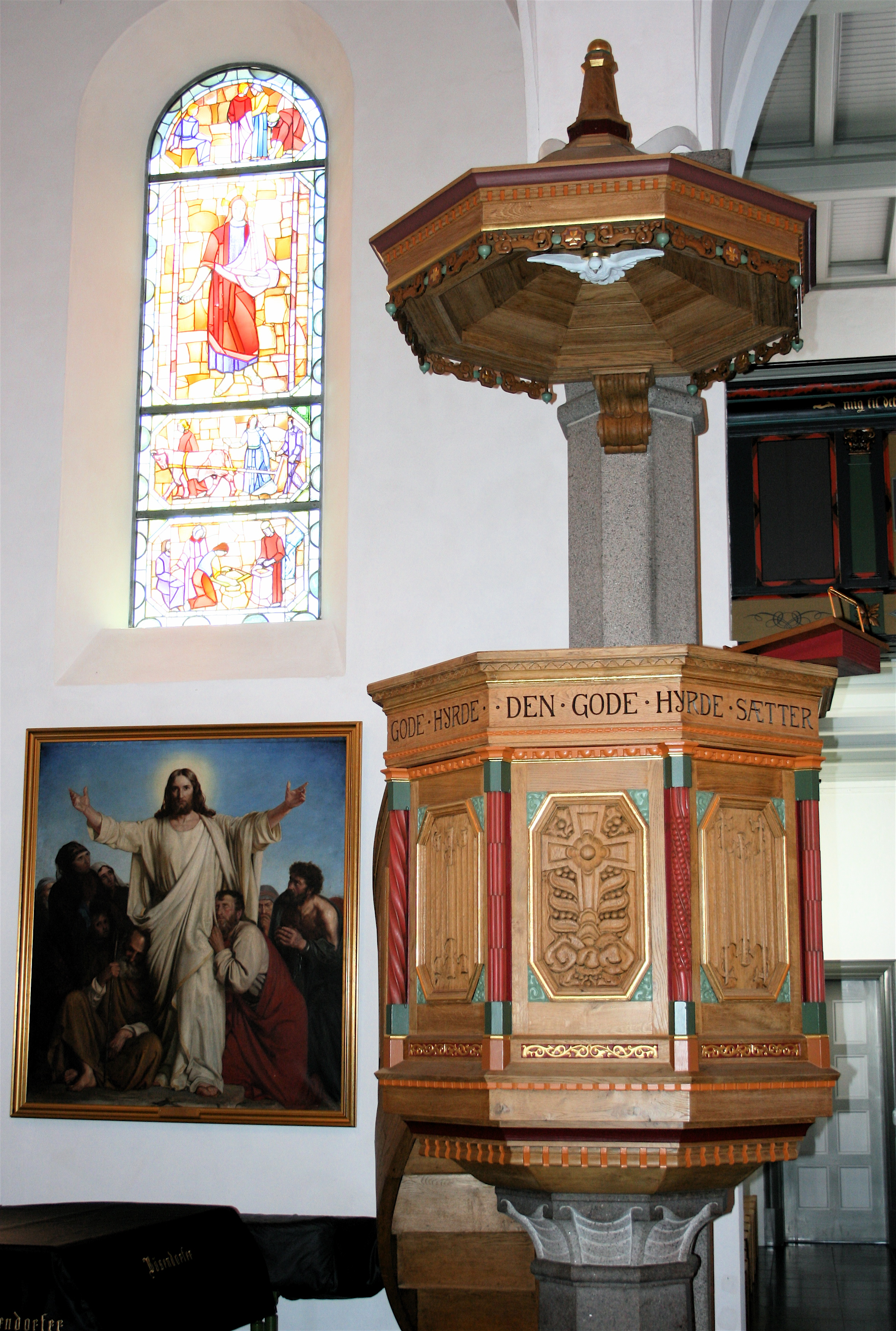
Preekstoel
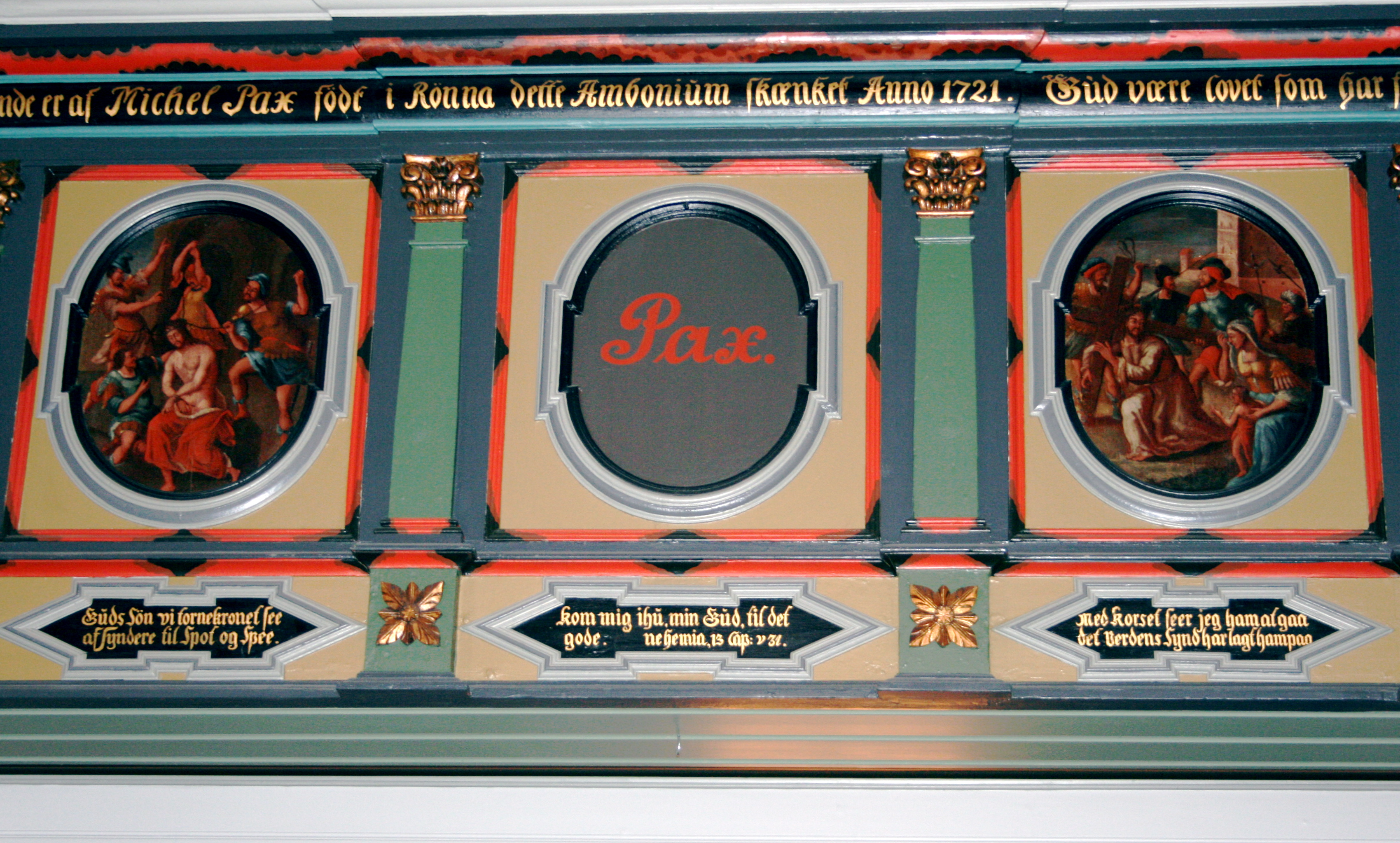
Galerij